# Гевандхауз
«Гева́ндхауз», «Гева́ндхаус» (нем. Gewandhaus) — городской концертный зал (филармония) в немецком городе Лейпциг на западе федеральной земли Саксония. С 1781 года домашняя сцена одноимённого оркестра, хора Гевандхауса и целого ряда камерных музыкальных ансамблей.
Современное здание Гевандхауса, расположенное на площади Августа (нем. Augustusplatz) и открытое в 1981 году, является третьим по счёту, зачастую называется новым Гевандхаусом.

## Первый Гевандхаус
Изначально Гевандхаус находился в историческом центре города в современном Медном переулке (нем. Kupfergasse), и был построен в 1498 году в качестве цейхгауза, имея форму латинской буквы L. После того, как позднее второй этаж здания стал использоваться суконщиками, то есть торговцами тканями, оно получило своё известное название Гевандхаус (=дом тканей).
Музыкальная история Гевандхауса связана с музицирующим обществом Großes Concert, основанным в 1743 году и дававшим публичные концерты в большом зале гостиницы Drey Schwanen. Поскольку со временем концерты стали важной частью городской жизни, вскоре встал вопрос о приобретении собственного помещения. В 1781 году оркестр перебрался в Гевандхаус, где на третьем этаже городским архитектором Иоганном Карлом Фридрихом Дауте (нем. Johann Carl Friedrich Dauthe, 1746—1816) в 1780—1781 годах был обустроен один из первых специализированных концертных залов Европы, способный принять до 500 человек и открытый 25 ноября 1781 года. В мае 1789 года здесь выступал Моцарт.
Потолок вытянутого по продольной оси концертного зала был украшен росписью кисти Адама Фридриха Эзера, утерянной при реставрации 1833 года, что в своё время вызвало большой скандал. Новое декоративное оформление зала было поручено дрезденскому архитектору и художнику Вольдемару Херманну (нем. Hans Woldemar Hermann, 1807—1878). Повторные работы последовали в 1842 году, когда число мест было увеличено до тысячи, и в 1872 году.
В XIX веке в Гевандхаусе, в том числе благодаря своей уникальной акустике быстро снискавшем европейскую популярность, состоялись премьеры произведений Бетховена, Шуберта, Шумана, Мендельсона Бартольди, Вагнера и Брамса, принадлежащих в настоящее время к постоянному репертуару практически любого оркестра. Одним из самых влиятельных капельмейстеров этого периода был Феликс Мендельсон Бартольди, реорганизовавший оркестр на профессиональных началах.
В связи со стремительным ростом численности населения во второй половине XIX столетия, потребовавшего обновления городской инфраструктуры, в 1884 году юго-западнее исторического центра, в так называемом Квартале музыки (нем. Musikviertel) был открыт Новый концертный зал (нем. Neues Concerthaus), в связи с чем средневековое здание Гевандхауса стало называться соответственно Старый Гевандхаус, продолжая периодически использоваться для концертов вплоть до 1886 года.
В 1893—1896 годах старый Гевандхаус был частично разобран, при этом немногие оставшиеся фрагменты постройки были интегрированы в Городской торговый дом (нем. Städtisches Kaufhaus) — вероятно, первый в мире павильон для выставки образцов промышленных товаров, успех которого стал решающим импульсом для реформы Лейпцигской ярмарки.

## Новый концертный зал (второй Гевандхаус)
Так называемый второй Гевандхаус, возведённый в 1882—1884 годах Хайно Шмиденом по проекту Мартина Гропиуса и из наследства Франца Доминика Грасси (нем. Franz Dominic Grassi, 1801—1880), был открыт 11 декабря 1884 года. Скульптурное оформление здания было доверено Отто Лессингу. Большой зал был рассчитан на 1700 зрителей, зал камерной музыки — на 650 человек.
С 1892 года перед главным входом находилось скульптурное изображение Феликса Мендельсона Бартольди, из-за еврейского происхождения композитора снесённое в 1936 году после прихода к власти национал-социалистов.
Считается, что новый концертный зал Лейпцига стал одним из прообразов для сооружённого в 1900 году бостонского Symphony Hall.
Серьёзно пострадавшее в ходе авианалётов во время Второй мировой войны здание второго Гевандхауса, несмотря на протесты горожан, было снесено 29 марта 1968 года. В настоящее время на этом месте находится Центр гуманитарных наук Лейпцигского университета, построенный в 2002 году.
Из-за разрушения основной площадки в послевоенные годы концерты Гевандхаус-оркестра проводились в кинотеатре Capitol (1944—1945) и затем в Конгресс-холле (1946—1981).

## Третий Гевандхаус
20 января 1977 года на площади Карла Маркса (современная площадь Августа), на месте разрушенного во время войны здания Городского музея и напротив Оперного театра, состоялась закладка современного и третьего по счёту Гевандхауса, который стал единственным концертным залом, сооружённым во времена ГДР. Строительство нового здания городской филармонии по проекту Рудольфа Шкоды, Эберхарда Гёшеля, Фолькера Зига и Винфрида Щиголейта под руководством Петера Кунце было завершено в 1981 году, став одной из крупнейших строительных площадок республики.
8 октября 1981 года третий Гевандхаус был открыт торжественным концертом под руководством Курта Мазура, руководившего тогда Гевандхаус-оркестром.
Большой зал овальной формы с его уникальной акустикой предлагает место для 1900 человек; малый зал, с 1997 года носящий имя Феликса Мендельсона Бартольди, — для 498 человек. В фойе посетителей встречает монументальная потолочная роспись Песнь жизни (нем. Gesang vom Leben) площадью 714 m² работы Зигхарда Гилле — крупнейшее потолочное полотно Европы.
В октябре 1989 года, в преддверии Мирной революции Гевандхаус — по инициативе Курта Мазура — стал одной из площадок актуальных политических дискуссий, предложив тем самым трибуну для оппозиции правящему режиму СЕПГ.